# Habicht
De Habicht is een 3277 m hoge berg in de Stubaier Alpen in Tirol, Oostenrijk. De berg ligt tussen het Stubaital in het noorden en het Gschnitztal in het zuiden.
De top is vanaf de Innsbrucker Hütte, boven Gschnitz, verhoudingsgewijs gemakkelijk te bereiken. De eerste beklimmer was Peter Carl Thurwieser uit Kramsach, een van de belangrijkste Oostenrijkse bergbeklimmers, die de berg samen met de uit het Stubaital afkomstige Krösbacher de berg in 1836 beklom. Lange tijd werd vanwege zijn imposante vormen gedacht dat de Habicht, door omwonenden ook Hoger genoemd, de hoogste berg van Tirol was. Die eer valt echter ten deel aan de Wildspitze. De Habicht bleek niet eens de hoogste berg van de Stubaier Alpen, want dat is de Zuckerhütl.